# EXtended Graphics Array

Grafico comparativo delle varie modalità di visualizzazione standard.

La eXtended Graphics Array (XGA) è uno standard video introdotto dalla IBM nel 1990.
Attualmente il termine XGA è utilizzato essenzialmente per riferirsi alla risoluzione di 1024×768 pixel.

## XGA
La versione originale dell XGA era un potenziamento della VGA con l'introduzione di due nuove risoluzioni:
- 800×600 pixel in high color (16 bit per pixel, Cioè 65 536 colori).
- 1024×768 pixel da una palette di 256 colori (8 bit per pixel).

oltre a queste due nuove risoluzioni la XGA offriva anche l'accelerazione hardware per funzioni fisse in 2D standard come il disegno della linea, il riempimento di colore e il Bit blit. Questo permetteva di scaricare la CPU del PC e velocizzava le applicazioni di CAD, così come introdotto con la IBM 8514 tre anni prima. L'accelerazione hardware introdotta dalla XGA fu, in ogni modo, più veloce di quella presente sull'IBM 8514, con un set di funzioni più ampio e il supporto per la modalità high color a 65 536 colori.

## XGA-2
Successivamente l'IBM ha introdotto la XGA-2 che supportava la modalità true color per la risoluzione 640×480, il supporto della modalità high color per la risoluzione di 1024×768 con una frequenza d'aggiornamento più alta e nuove accelerazioni grafiche.